# Ernst Lawaczeck
Ernst Lawaczeck (* 18. Februar 1890 in Camberg, Kreis Limburg; † 12. Oktober  1950 ebenda) war ein Arzt und Amtsarzt, ab 1933 Bürgermeister (NSDAP) von Camberg sowie von 1939 bis 1941 Kreisobmann des Nationalsozialistischen Deutschen Ärztebundes in Limburg.

## Ausbildung und Beruf
Ernst Lawaczeck besuchte ein humanistisches Gymnasium. Er studierte Medizin in Halle und promovierte im Jahr 1921 mit dem Thema Praemonitorische Symptome der Eklampsie der Fälle der Universitäts-Frauenklinik in den letzten drei Jahren. Anschließend arbeitete er als praktischer Arzt in Bad Camberg. Nach seiner Verhaftung 1945 und der späteren Verurteilung durch die Amerikaner durfte Ernst Lawaczeck wegen seiner aktiven Unterstützung des NS-Terrorregimes nicht mehr als Arzt praktizieren.

## Politik
Ab 1928 betätigte sich Ernst Lawaczeck öffentlich für die NSDAP, zum 1. März 1929 trat er der Partei bei (Mitgliedsnummer 121.179). Gemeinsam mit seinem Bruder Paul warb er für die neue politische Gruppierung. Im Jahr 1933 wurde er an Stelle des im Zuge der "Gleichschaltung" amtsenthobenen Johann Pipberger Bürgermeister von Camberg. Ernst Lawaczeck war Ortsgruppenleiter der NSDAP  und ab dem Jahr 1934 Kreisobmann des Nationalsozialistischen Deutschen Ärztebundes (NSDÄB) in Limburg sowie Abteilungsleiter des Kreisstabes für Volksgesundheit im Kreis Limburg.
Als Bürgermeister ging Ernst Lawaczeck bereits im Jahr 1933 mit äußerster Härte gegen politische Gegner vor. Der Arbeiter Jakob Voss wurde am 6. September 1933 wegen einer politischen Bemerkung auf Veranlassung Lawaczecks durch die SS ins Amtsgerichtsgefängnis Camberg gebracht. Zur Aufbesserung der Stadtfinanzen kooperierte Lawaczeck in den Jahren 1938 bis 1940 als Bürgermeister mit dem damaligen Landrat Uerpmann, um die Grundstücke jüdischer Friedhöfe möglichst ohne Ausgleichszahlung dem Eigentum der Kommune zuzuführen. Auch führte Ernst Lawaczeck den Kampf gegen den "Politischen Katholizismus", den er in der Region um Camberg aufgrund der starken Verankerung des Zentrums als vordringliche Aufgabe der NSDAP definierte.